# Klaus Hellmann
Klaus Hellmann (* 12. Dezember 1919 in Mannheim; † 26. Dezember 2001 in Augsburg) war ein deutscher Internist und ärztlicher Standespolitiker.

## Leben und Wirken
Klaus Hellmann wurde 1919 in Mannheim geboren. Nach dem Besuch der Volksschule in München wechselte er an das Wilhelmsgymnasium München, ab 1932 an das humanistische Gymnasium bei St. Stephan in Augsburg. Nach dem Abitur im Jahr 1938 am humanistischen Gymnasium in Neuburg an der Donau wurde er zum Reichsarbeitsdienst eingezogen, dann zur Wehrmacht mit Fronteinsätzen in Frankreich und Russland. Nach dem Studium der Medizin in Berlin, Tübingen, Innsbruck und München (dort 1947 Staatsexamen und Promotion zum Dr. med.) erfolgte die Weiterbildung zum Internisten und Lungenfacharzt von 1947 bis 1953 im Augsburger Hauptkrankenhaus. Von 1953 bis 1998 war er in Augsburg als Facharzt für Lungenkrankheiten, Allergologie, Sportmedizin und Sozialmedizin niedergelassen.
Zwischen 1963 und 1984 war er Vorsitzender des Berufsverbandes der Pneumologen Bayerns, 1981 bis 1983 Präsident der Süddeutschen Gesellschaft für Pneumologie und Tuberkulose. Von 1976 bis 1988 war er Vorsitzender des Ärztlichen Kreisverbandes Augsburg, von 1977 bis 1994 Vorsitzender des Ärztlichen Bezirksverbandes Schwaben und Mitglied des Vorstandes der Bayerischen Landesärztekammer. Zwei Jahrzehnte lang gestaltete Klaus Hellmann verantwortlich die Programme und die Durchführung des Fortbildungskongresses für Praktische Medizin und den Interdisziplinären Zentralkongress für Fachberufe des Gesundheitswesens der Bundesärztekammer in Augsburg. Unter seiner Leitung wurden mehr als 90 Kongresse in Augsburg durchgeführt. Den Zentralkongress für Fachberufe im Gesundheitswesen gestaltete und leitete er mehr als 30 Jahre.

## Auszeichnungen
- Ernst-von-Bergmann-Plakette der Bundesärztekammer 1978
- Hartmann-Thieding-Plakette des Hartmannbundes
- Bundesverdienstkreuz 1. Klasse des Verdienstordens der Bundesrepublik Deutschland 1987
- Goldene Verdienstmedaille des Berufsverbandes der Pneumologen 1987
- Bayerischer Verdienstorden 1992
- Paracelsus-Medaille 2001